# Mieczysław Marzec (1929–1992)

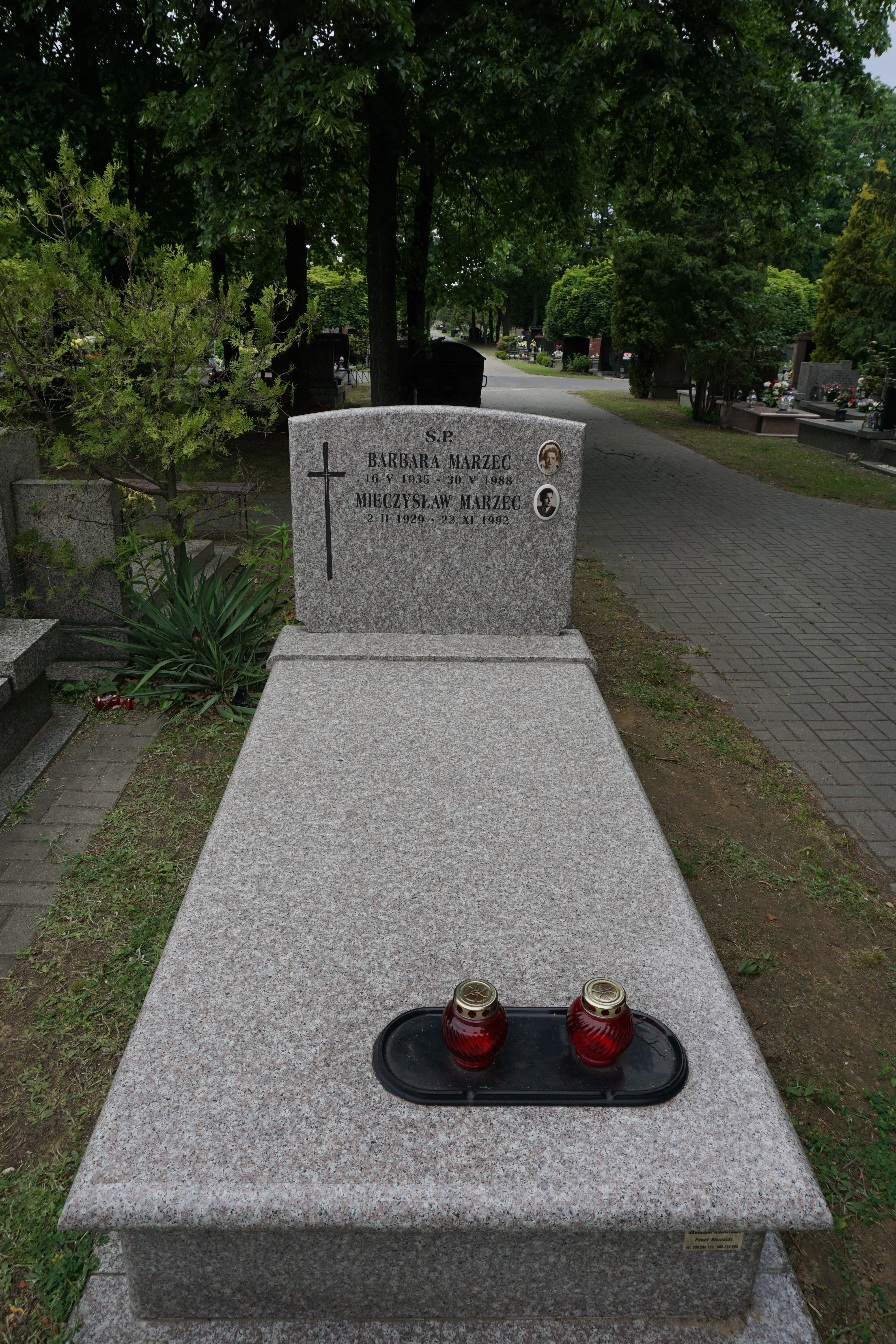
Grób Mieczysława Marca na cmentarzu Komunalnym Północnym

Mieczysław Jan Marzec (ur. 2 lutego 1929 w Glewcu, zm. 22 listopada 1992) – polski działacz ruchu ludowego, ekonomista, polityk, poseł na Sejm PRL V i VI kadencji.

## Życiorys
Syn Jana i Florentyny. W latach 1943–1945 członek Batalionów Chłopskich na terenie gminy Wierzbno, w obwodzie Miechów. W okresie 1945–1948 należał do Związku Młodzieży Wiejskiej RP „Wici”, następnie od 1948 do 1950 do Związku Młodzieży Polskiej. W 1947 wstąpił do Stronnictwa Ludowego, a w listopadzie 1949 wraz z nim do Zjednoczonego Stronnictwa Ludowego. Od grudnia 1948 do marca 1949 był instruktorem i kierownikiem Oddziału Wojewódzkiego Chłopskiego Towarzystwa Przyjaciół Dzieci w Poznaniu. Od czerwca 1949 do czerwca 1951 pełnił funkcję wicedyrektora Oddziału Wojewódzkiego Towarzystwa Przyjaciół Dzieci w Poznaniu. Uzyskał wykształcenie wyższe na Wydziale Ekonomicznym Wyższej Szkoły Nauk Społecznych przy KC PZPR. Od 1960 był sekretarzem, a w latach 1965–1966 wiceprzewodniczącym Zarządu Głównego Związku Młodzieży Wiejskiej. Od 1963 do 1966 zasiadał w Radzie Ogólnopolskiej Spółdzielni Turystycznej „Gromada”, której od lipca 1975 był prezesem. W latach 1964–1965 pełnił funkcję wiceprezesa Rady Głównej Ludowych Zespołów Sportowych.
W latach 1965–1967 zasiadał w prezydium Zarządu Głównej i zajmował stanowisko wiceprezesa Głównej Komisji Rewizyjnej Ligi Obrony Kraju. W latach 1965–1968 pełnił funkcję wiceprezesa ZG Polskiego Towarzystwa Turystyczno-Krajoznawczego. W latach 1966–1968 i 1972–1973 był wiceprzewodniczącym Wojewódzkiego Komitetu Frontu Jedności Narodu w Warszawie. 
W ZSL pełnił funkcję wiceprezesa powiatowego komitetu wykonawczego w Poznaniu (1949–1950), starszego instruktora Wydziału Propagandy Wojewódzkiego Komitetu Wykonawczego w Poznaniu (1951–1952), starszego instruktora Wydziału Organizacji i Propagandy Naczelnego Komitetu Wykonawczego (1952–1957), sekretarza warszawskiego stołecznego komitetu (1956–1957), członka (od 1964), sekretarza (1967–1972) i członka sekretariatu (1973–1973) Naczelnego Komitetu (od 1964), a także prezesa Wojewódzkiego Komitetu w Warszawie (1966–1967, 1972–1975).
W 1969 i 1972 uzyskiwał mandat posła na Sejm PRL w okręgu Otwock. Przez dwie kadencje zasiadał w Komisji Obrony Narodowej. Ponadto w trakcie V kadencji pełnił funkcję zastępcy przewodniczącego Komisji Mandatowo-Regulaminowej, a w trakcie VI zasiadał w Komisji Handlu Zagranicznego.
Jego żoną była Barbara (1935–1988). Pochowany został wraz z nią na Cmentarzu Komunalnym Północnym w Warszawie.

## Odznaczenia
- Krzyż Komandorski Orderu Odrodzenia Polski
- Krzyż Kawalerski Order Odrodzenia Polski
- Złoty Krzyż Zasługi (1955)[2]
- Medal 10-lecia Polski Ludowej (1955)[3]
- Złote Odznaczenie im. Janka Krasickiego (1970)[4]
- Medal „100-lecia sportu polskiego” (1968)[5]
- Odznaka honorowa "Za zasługi dla Gdańska" (1960)[6]